# 措恩比
措恩比（丹麥語：Tårnby）是丹麥首都大区措恩比自治市的首府。它位于哥本哈根市中心以南约6.5公里的阿邁厄島上。哥本哈根凯斯楚普机场位于措恩比的东面。